# Klubi Sportiv Flamurtari Vlorë 2016-2017

## Rosa
| N. |                    | Ruolo | Calciatore               |
| -- | ------------------ | ----- | ------------------------ |
| 1  | Albania (bandiera) | P     | Argent Halili            |
| 2  | Albania (bandiera) | D     | Arbri Beqaj              |
| 4  | Brasile (bandiera) | D     | Maurício                 |
| 5  | Kosovo (bandiera)  | D     | Ilir Berisha             |
| 6  | Albania (bandiera) | D     | Ergys Mersini            |
| 7  | Kosovo (bandiera)  | A     | Astrit Fazliu            |
| 8  | Albania (bandiera) | A     | Rigers Dushku            |
| 9  | Albania (bandiera) | A     | Ardit Shehaj             |
| 10 | Kosovo (bandiera)  | C     | Donjet Shkodra           |
| 11 | Albania (bandiera) | D     | Franc Veliu              |
| 13 | Croazia (bandiera) | A     | Tomislav Bušić           |
| 16 | Albania (bandiera) | C     | Aldo Llambi              |
| 17 | Albania (bandiera) | C     | Bruno Telushi (capitano) |

| N. |                       | Ruolo | Calciatore                   |
| -- | --------------------- | ----- | ---------------------------- |
| 19 | Serbia (bandiera)     | D     | Ivan Jakovljević             |
| 20 | Albania (bandiera)    | C     | Taulant Kuqi (vice-capitano) |
| 21 | Albania (bandiera)    | C     | Haxhi Neziraj                |
| 22 | Montenegro (bandiera) | C     | Balša Radović                |
| 23 | Serbia (bandiera)     | D     | Miloš Rnić                   |
| 44 | Serbia (bandiera)     | D     | Nikola Đurić                 |
| 77 | Brasile (bandiera)    | A     | Lynneeker                    |
| 80 | Albania (bandiera)    | P     | Stivi Frashëri               |
| 87 | Albania (bandiera)    | C     | Alessio Hyseni               |
| 97 | Croazia (bandiera)    | A     | Ivan Galić                   |
| 99 | Brasile (bandiera)    | A     | Danilo Alves                 |
|    | Albania (bandiera)    | P     | Pano Qirko                   |
|    | Brasile (bandiera)    | C     | Lucas Caniggia               |